# Riosegundo birabeni
Genre
Espèce
Riosegundo birabeni, unique représentant du genre Riosegundo, est une espèce d'opilions laniatores de la famille des Gonyleptidae.

## Distribution
Cette espèce est endémique d'Argentine. Elle se rencontre dans les provinces de Córdoba, de San Luis et de La Pampa.

## Description
Le mâle holotype mesure 5 mm.

## Étymologie
Cette espèce est nommée en l'honneur de Max Birabén.

## Publication originale
- Canals, 1943 : « Descripción de nuevos géneros y especies de Opiliones de la subfamilia Pachylinae. » Notas del Museo de La Plata, Zoología, vol. 8, p. 1–22.